# Хамсиеви
Хамсиевите (Engraulidae) са семейство актиноптери от разред Селдоподобни (Clupeiformes).
Таксонът е описан за пръв път от Тиъдър Гил през 1861 година.

## Родове
- Подсемейство Coiliinae
  - Coilia
  - Lycothrissa
  - Papuengraulis
  - Pseudosetipinna
  - Setipinna – Сетипини
  - Thryssa
- Подсемейство Engraulinae
  - Amazonsprattus
  - Anchoa
  - Anchovia
  - Anchoviella
  - Cetengraulis
  - Encrasicholina
  - Engraulis – Хамсии
  - Jurengraulis
  - Lycengraulis
  - Pterengraulis
  - Stolephorus